# Лианозовский лесопарк
Лианозовский лесопарк — созданный в 2020 году ландшафтный заказник «Лианозовский» расположен в районе Лианозово Северо-Восточного административного округа Москвы, к югу от Московской кольцевой автодороги (МКАД). Вдоль западной границы территории проходит железная дорога (Савёловское направление Московской железной дороги), юго-западную часть территории пересекает железнодорожная ветка в посёлок Северный.
Территория заказника фрагментирована и состоит из четырёх участков – объектов природного комплекса города Москвы: № 27 «Хлебниковский (Лианозовский) лесопарк», № 30 «Парк у посёлка им. Ларина» (северный участок), № 53 «Хлебниковский (Лианозовский) лесопарк между Савёловским направлением МЖД и железнодорожной веткой в пос. Северный (два участка)» и № 54 «Хлебниковский (Лианозовский) лесопарк между Череповецкой улицей и Савёловским направлением Московской железной дороги». Территория заказника имеет неправильную конфигурацию и вытянута в направлении с севера на юг, площадь её составляет 44,11 га. Через парк протекает Лианозовский ручей. У границы парка расположен музей художника Константина Васильева, с востока к лесопарку примыкает Лианозовский ПКиО.

## История
Территория ландшафтного заказника «Лианозовский» ранее была частью большого имения Алтуфьево.
Известно, что в 1728 году имением владел Н.К. Акинфов, а затем его сын Юрий Николаевич Акинфов, прославившийся в Чесменском сражении. В 1759 году Алтуфьево было продано Ивану Ивановичу Вельяминову, затем в 1766 году имение приобрёл граф Матвей Федорович Апраксин. Впоследствии, имение было перепродано ещё несколько раз – в 1766 графине Наталье Федоровне Брюс, затем в 1768 московскому «штадт-физику» доктору медицины Андрею Андреевичу Риндер. В 1786 году имение приобрёл Степан Борисович Куракин – участник многих сражений турецкой и польских военных кампаний. В описании имения того времени говорилось: «…Сад регулярный. На речке мучная мельница в два постава. Сама речка в летнее время шириной в сажень, глубина 1,5 вершка. В копаном пруду – рыба саженая, караси. В речке щуки, караси, окуни, плотва. Лес дровяной берёзовый и осиновый. Звери – зайцы, лисы, волки. Птицы – тетерева, куропатки, утки, кулики». Вот такой была природа в окрестностях имения Алтуфьево два века назад.
В 1805 году имение унаследовала княгиня Екатерина Дмитриевна Куракина. Впоследствии она перепродала имение «титулярному советнику и кавалеру» Дмитрию Ивановичу Приклонскому. В 1849 году новым владельцем имения Алтуфьево и «окрестных земель» становится действительный статский советник Николай Арсеньевич Жеребцов. В 1868 году хозяйкой Алтуфьева стала графиня Глафира Ивановна Алеева, которая в 1872 году продала имение Марии Яковлевне Лачиновой. После неё владельцем усадьбы был барон Николай Корф. Последним владельцем Алтуфьева с 1888 по 1917 год был крупный предприниматель Георгий Мартынович Лианозов. Ему обязан своим появлением новый дачный посёлок Лианозово, возникший на месте вырубленного леса юго-западнее усадьбы Алтуфьево.
Согласно литературным данным и дошедшим до наших дней схемам и картам, во второй половине XIX века на месте нынешнего лесопарка располагался небольшой массив хвойно-широколиственных лесов, впоследствии частично сведённый под строительство дачного посёлка, существовавшего здесь до начала 1930-х годов. В 1932 году в дубовой роще, которая находилась западнее дачного посёлка Лианозово, был создан парк, сохранившийся и сейчас. Старые насаждения образованы, в основном, дубом и берёзой, встречается сосна. Позднее высаживались липа и клен.
В парке обитают несколько видов птиц, занесённых в Красную Книгу Москвы: малый пёстрый дятел, соловей, снегирь. Водятся белка обыкновенная, ёж обыкновенный, крот европейский, обыкновенная бурозубка.
В настоящее время данная территория подведомственна Дирекции природных территорий СВАО и Сокольники ГПБУ "Мосприрода".

## Известные люди
Территорию посещали известные люди: А. И. Крылов, баснописец, Д. И. Фонвизин, писатель, Ф. С. Рокотов, художник.